# Turngemeinde Bornheim

Farbiges Logo mit Slogan des Vereins

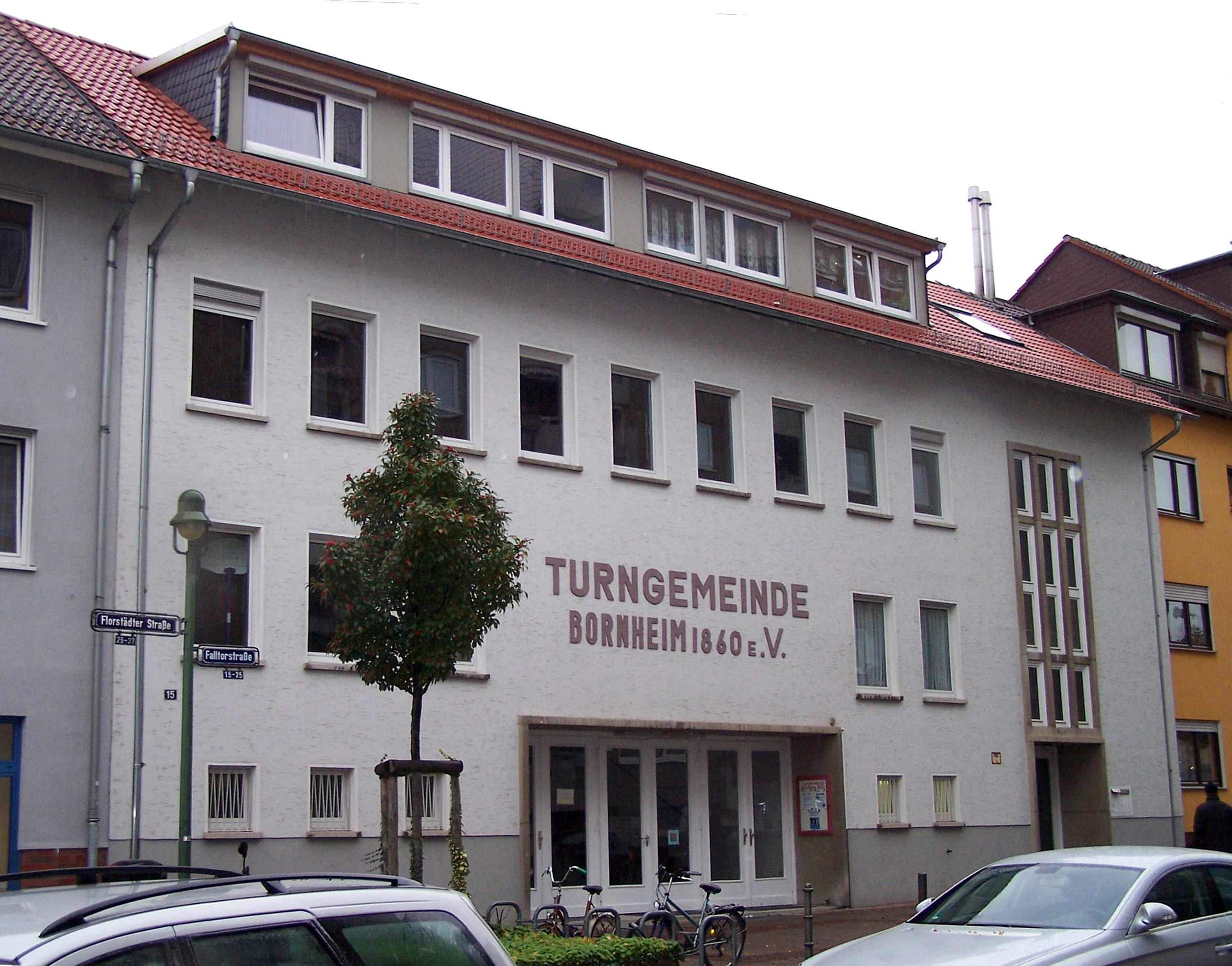
Haupteingang der Turnhalle in der Falltorstraße

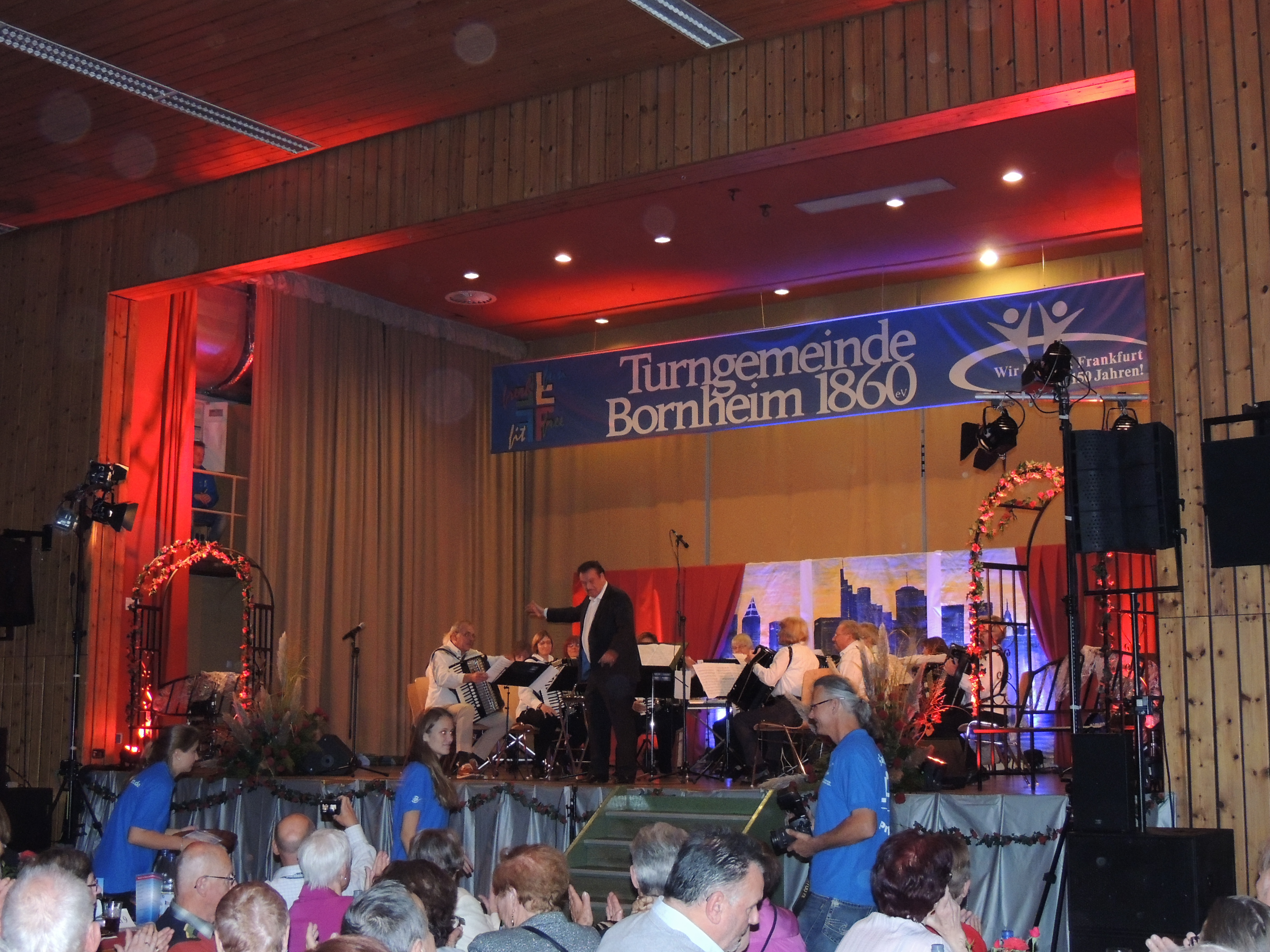
Vereinsfest Lerchenherbst in der Turnhalle Falltorstraße

Die Turngemeinde Bornheim 1860 e. V. (Kurzform TGB) ist ein am 4. Juni 1860 gegründeter und in Frankfurt-Bornheim ansässiger Sportverein. Mit ihren 31.816 Mitgliedern (Stand: 5. April 2023) ist die Turngemeinde nach der Eintracht Frankfurt der mitgliederstärkste Verein in Hessen und einer der größten klassischen Turn- und Sportvereine in Deutschland. Zentrales Betätigungsfeld des Vereins ist der Breitensport. Insgesamt benutzt die Turngemeinde Bornheim 19 Sportstätten, hatte im September 2023 11 hauptamtliche Mitarbeiter, 2 duale Studentinnen, 2 Auszubildende, 500 freiberufliche Übungsleiter, 100 Theken-Kräfte (Counter) und weitere 150 ehrenamtliche Helferinnen und Helfer als Schriftführer, Leiter von Turnabteilungen oder als Helfer bei vielen Veranstaltungen. Außerdem sind noch Mitarbeitende im Freiwilligen Sozialen Jahr und im Jahrespraktikum eingebunden. Der Verein bietet über 1000 Stunden Sport pro Woche an. Etwa 2000 Mitglieder besuchen pro Tag die Sportstätten.

## Geschichte

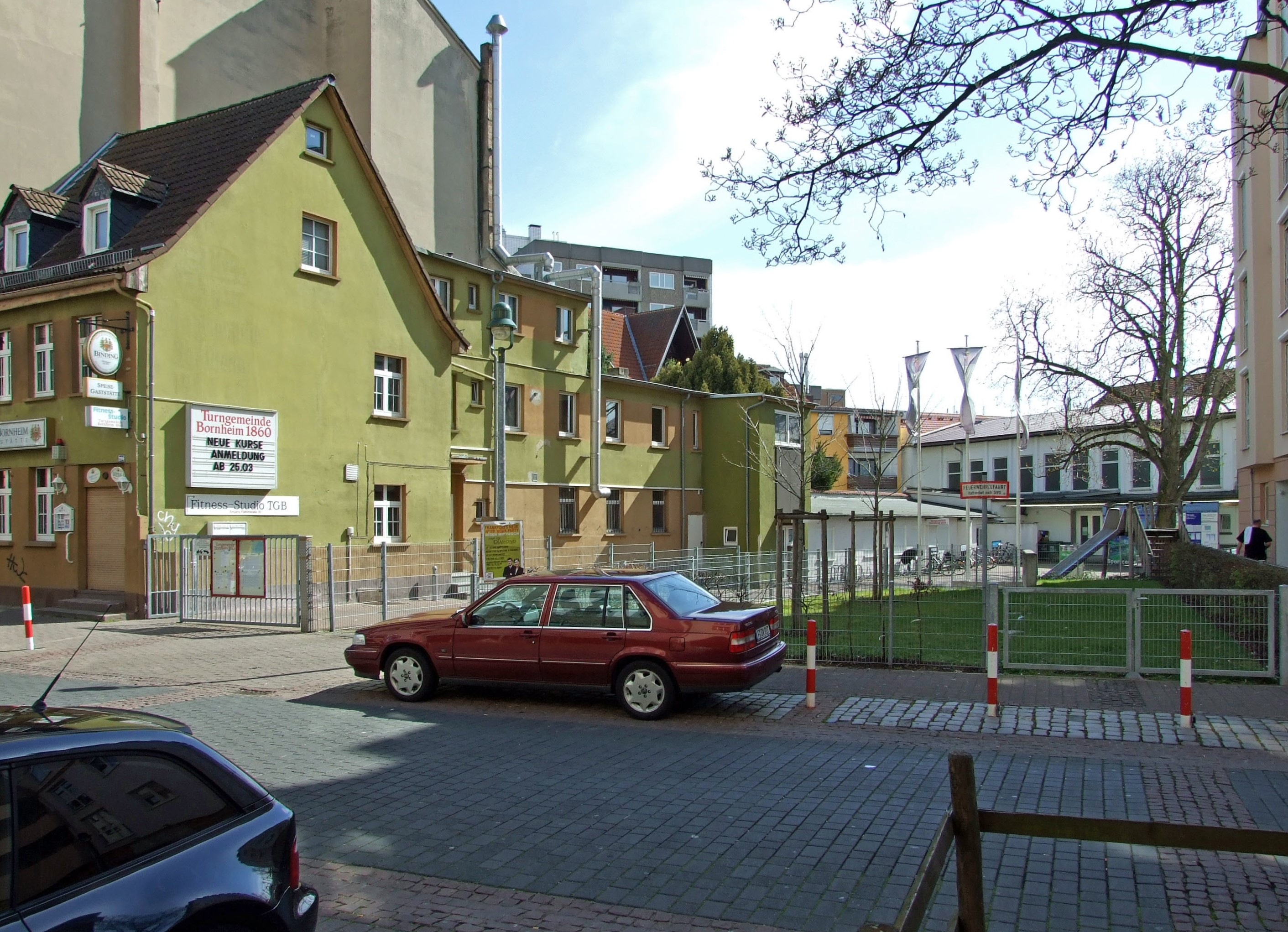
Die Geschäftsstelle in der Berger Straße

Die Turngemeinde Bornheim 1860 e. V. wurde am 4. Juni 1860 gegründet. Damals stand nach der Satzung des Vereins die körperliche Ertüchtigung der Männer im Vordergrund. Frauen im Sportdress waren zu der damaligen Zeit nicht erwünscht. Der erste Turnplatz befand sich im Garten des Wirtshauses Zum Goldenen Löwen in der Gelnhäuser Straße (späteres Gelände der Kirchnerschule in der Berger Straße). Der in Bornheim lebende Redakteur und Kommunist Jakob Kutt forderte als erster die Nutzung eines geschlossenen Gebäudes für die Turner. 1864 wurde der Goldene Löwe wegen des Baus der Bürgerschule (spätere Kirchnerschule) abgerissen und der Turnplatz in den Garten der Gaststätte Pflug an der Ecke Berger Straße/Saalburgstraße verlegt. 1868 folgte eine weitere Verlegung in den Garten des Wirtshauses Zur Sonne in die Berger Straße. Am 12. September 1875 wurde in der Buchwaldstraße die erste eigene Turnhalle eingeweiht. Das Fachwerkhaus bestand aus einem Turnraum und einem Vereinslokal. Dieses Grundstück stand dem Verein bis 1900 zur Verfügung. 1895 überließ die Stadt Frankfurt dem Verein ein neues Grundstück in der Gronauer Straße. Am 7. Juni 1896 wurde dort die zweite Turnhalle eingeweiht. Am 22. April 1933 wurde der Verein Teil der Gleichschaltung des Sports während der Zeit des Nationalsozialismus. Die neu gegründete Turner-SA wurde bereits wenige Monate später Teil der regulären SA.
Der Arbeitersportverein Freie Turnerschaft Bornheim, der 1921 die Endrunde der deutschen ATSB-Meisterschaft erreicht hatte, trat 1933 geschlossen in die Turngemeinde Bornheim ein und überlebte so das „Dritte Reich“. Im Zweiten Weltkrieg wurde die Turnhalle in der Gronauer Straße am 29. Januar 1944 bei den Luftangriffen auf Frankfurt am Main zerstört.
Am 15. Februar 1946 fand die erste Mitgliederversammlung nach dem Krieg statt. Der Turnbetrieb begann zuerst wieder in der Turnhalle der Kirchnerschule. Der Versuch das Grundstück der zerstörten Turnhalle in der Gronauer Straße von der Stadt Frankfurt zu erwerben scheiterte, da der Magistrat der Stadt das Grundstück für die Erweiterung des Bornheimer Depots der Frankfurter Straßenbahn benötigte. Ersatzweise erwarb der Verein ein Grundstück zwischen Berger Straße und Falltorstraße. Dort entstand 1950 ein Vereinslokal und 1954 eine Kegelbahn mit einem Kollegbau. Am 10. Februar 1957 konnte dort die heute noch existierende Turnhalle eingeweiht werden. 1981 wurde Peter Völker zum Vorsitzenden gewählt. Am 16. Oktober 1982 belebte die Turngemeinde den Lerchenherbst neu. Dieser Name geht auf die Zeit des Weinbaus in Bornheim zurück, als im Herbst die Lerchen einfielen und den Speiseplan der Bornheimer bereicherten. 1981 war ein Wendepunkt in der Geschichte des Vereins, der damals fast bankrott war. Die Anzahl der Mitglieder wuchs von damals 500 auf bis 2010 19.860 Mitgliedern an. Die Anzahl der Sportangebote stieg von 20 im Jahr 1985 auf 184 im Jahr 2010 an. Die Mitglieder kommen heute nicht nur aus dem Stadtteil Bornheim, sondern auch aus den anderen Stadtteilen und dem Umland der Stadt Frankfurt. Die Errichtung des Fitness-Studios in der Kegelbahn war 1992 eine revolutionäre Neuerung. Bis dahin war dies ausschließlich eine Domäne privater, kommerzieller Studio-Betreiber. 2010 beschäftigte der Verein 250 Übungsleiter, 18 hauptamtliche Mitarbeiter und etwa 100 weitere ehrenamtliche Helfer. Der Verein ist Ausbildungsbetrieb für den Ausbildungsberuf Sport- und Fitnesskaufmann. Im Jahr 2010 feierte der Verein sein 150-jähriges Jubiläum mit Ehrengästen wie Yvonne Schröder, Roland Koch, Petra Roth, Steffi Jones sowie Auftritten von Bodo Bach und Roy Hammer & die Pralinées.
Im Jahr 2012 nahm die Anzahl der Mitglieder insgesamt um 2651 zu, die Anzahl der Mitglieder des Fitness-Studios um ca. 600.
Ende März 2019 wurde der seit 1981 amtierende Vereinsvorsitzende Peter Völker in seinem Amt bestätigt. Inzwischen ist ein Umbau der Führungsstruktur durchgeführt worden, der unter anderem eine hauptamtliche Geschäftsführung mit einer Aufteilung in den Sportbereich und die Verwaltung beinhaltet. Die hauptamtliche Geschäftsführung wird durch einen Aufsichtsrat ohne operative Funktion kontrolliert. Darüber hinaus ist ein Wechsel für den Vereinsvorsitz geplant.
Im März 2020 wurde erstmals der komplette Sportbetrieb ausgesetzt. Ursache waren die Vorgaben der Bundesregierung wegen der COVID-19-Pandemie in Deutschland. Infolgedessen wurden Workouts und Challenges auf Instagram und Facebook und ein virtuelles Gym auf dem Live Stream oder der Mediathek des Vereins angeboten.
Mitte Mai wurden zuerst der allgemeine Sportbetrieb und kurz darauf die Fitnessstudios in eingeschränkter Weise unter einem eigens dafür ausgearbeiteten Hygienekonzept wieder gestartet.
Im August 2020 war aufgrund der COVID-19-Pandemie erstmals seit langem ein Rückgang der Mitgliedszahlen gegenüber dem gleichen Vorjahreszeitraum zu verzeichnen. Die TG Bornheim verzichtete auf eine mögliche Corona-Vereinshilfe der hessischen Landesregierung von 50.000 €, der Haushaltsplan 2020 sah ein Minus von 40.000 € vor. Nach einem Rückgang auf 27.000 Mitglieder waren am 5. April 2023 wieder 31.816 Mitglieder erreicht.
Im September 2020 musste aufgrund deutschlandweit zunehmender Covid-19-Infektionszahlen der Präsenzsportbetrieb wie im gesamten Breitensport in Deutschland eingestellt werden. Es wurden weiterhin Online-Sportangebote unter anderem live auf der Vereins-Webseite und auf Sportdeutschland.TV oder morgens im hr-fernsehen angeboten.
Anfang April 2022 fand der Spatenstich für den vierten Bauabschnitt des Sportcenter Bornheims (SCB) statt. Das SCB4 sollte bis zum Frühjahr 2023 als ein dreigeschossiger Neubau auf Stelzen über dem Parkplatz entstehen.
Am 23. Mai 2022 wurde auf der Jahreshauptversammlung die vorher seit 2000 stellvertretende Vorsitzende Petra Römer zur Nachfolgerin von Peter Völker gewählt, der sein Amt nach 41 Jahren abgab. Dieser wurde zum Ehrenvorsitzenden ernannt. Katrin Steul und Christoph Müller wurden als Vorstandsmitglieder bestätigt. Zuvor wurde eine Änderung der Satzung und der Geschäftsordnung angenommen. Das operative Geschäft wird in Zukunft von dem hauptamtlichen Geschäftsführer Thomas Völker geführt. Der ehrenamtliche Vorstand nimmt dann die Funktion eines Aufsichtsrates wahr.

## Sportarten
In den verschiedenen Sportstätten werden eine große Anzahl von Kursen angeboten, z. B. sind das Aerobic, Akkordeonorchester, Aquarobic, Ausdauertraining, Aqua-Jogging, Arnis / Modern Arnis, Badminton, Balance-Workout, Ballett, Basketball, Boccia, Bornheim Badgers, Bodyshaping, Bootcamp, Breakdance, Bungee-Fitness, Capoeira, Eislaufen, Faszien-Training, Feldenkrais, Fitness-Studio, Flag Football, Flamenco, Forró Tanz, Functional-Training, Futsal, Gehirnjogging, Gerätturnen, Golf, Gymnastik, Handball, HapKiDo, Hip-Hop, Indoor Cycling, Inline-Skating, Jazzdance, Judo, Karate, Kickboxen, Klettern, Koronarsport, Krafttraining, Kung Fu, Line Dance, Aktive Meditation, Nacktbaden, Nordic Walking, Orientalischer Tanz, Parkour, Pilates, Piloxing (Kombination aus Fitness-Boxen mit Pilates), Poledance, PEKiP, Qi Gong, Quidditch, Roundnet, Rückenbildungsgymnastik, Showdance, Sauna, Salsa, Schwimmen, Slackline, Stand Up Paddling, Stepptanz, Stretching, Sturzprävention, Tai Chi Chuan, Tango, Tennis, Thai Bo, Tischtennis, Tribal Dance, Turnen, Volleyball, Walking, Wandern, Balance-Workout, Yoga, Yogilates, Zumba und Zweier-Prellball. Angesprochen sind alle Altersgruppen vom Säuglings- bis ins Seniorenalter. 2012 wurden 63 neue Sportkurse eingeführt. Weitere Sportangebote sollen diesen großen Umfang an Angeboten für die Mitglieder der TG Bornheim noch erhöhen.

## Sportstätten

### Turnhalle Berger Straße / Falltorstraße
Die Geschäftsstelle, das ursprüngliche Fitness-Studio, eine Turnhalle und weitere kleinere Hallen sind in der Berger Straße zu finden. Die Geschäftsstelle befindet sich heute in der ehemaligen Kegelbahn.

### Sportcenter Bornheim (SCB) in der Inheidener Straße

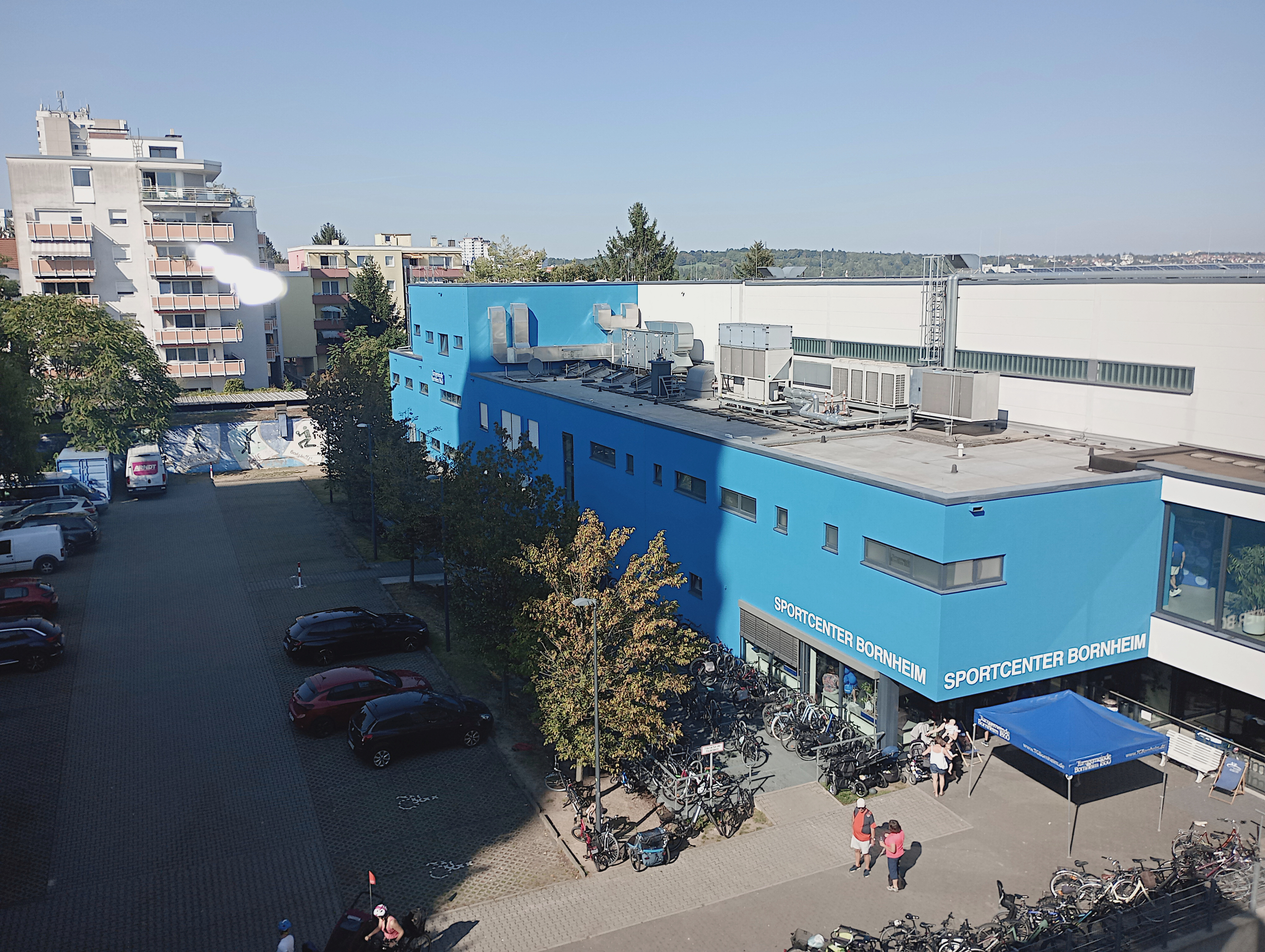
Vorderseite des SCB 1 (Mitte), SCB 2 (Links) und SCB 3 (Rechts)

Galerie

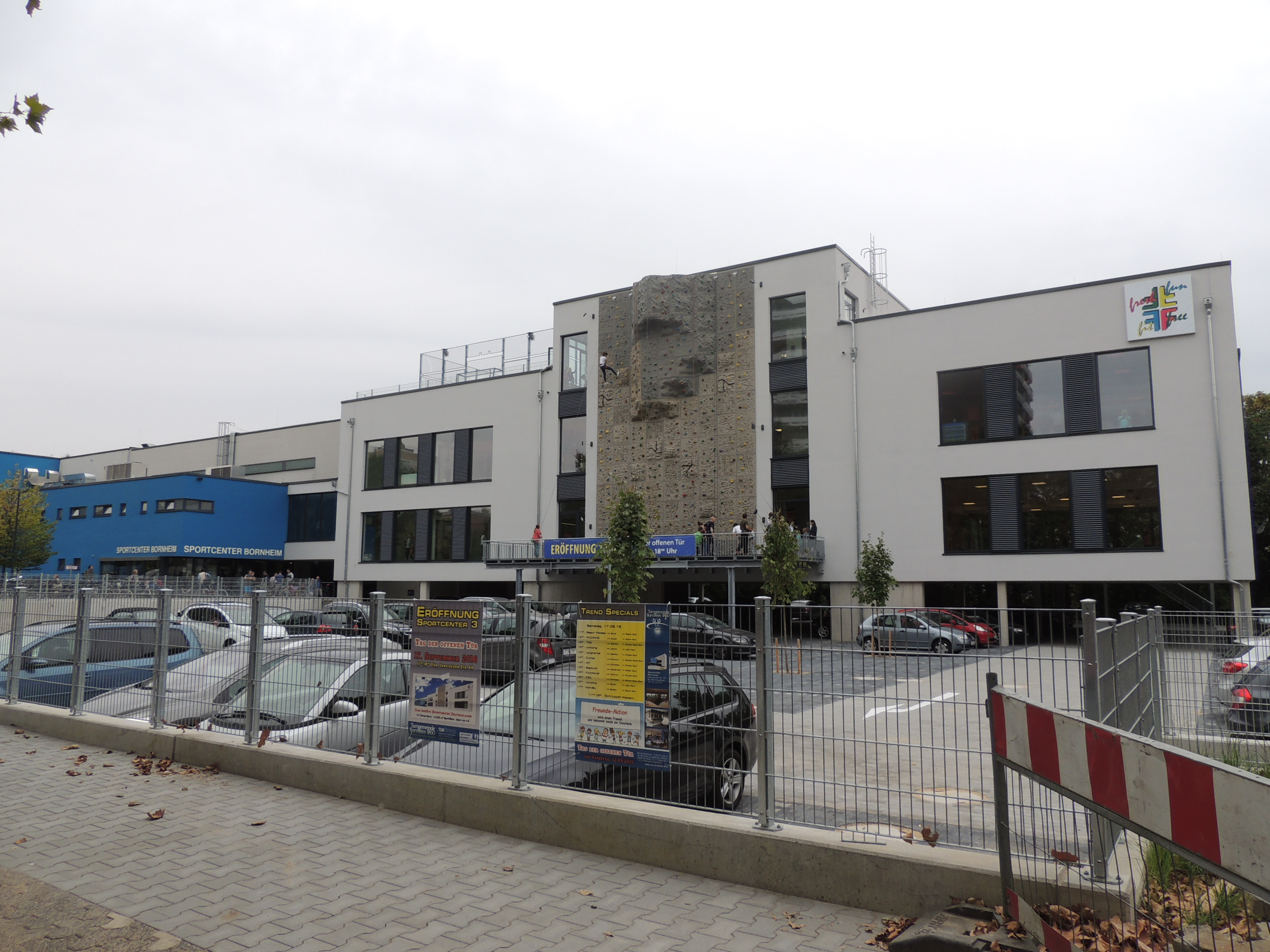
Das Sport Center Bornheim (SCB1-3) in der Inheidener Straße (Zustand 2016 bis 2022)
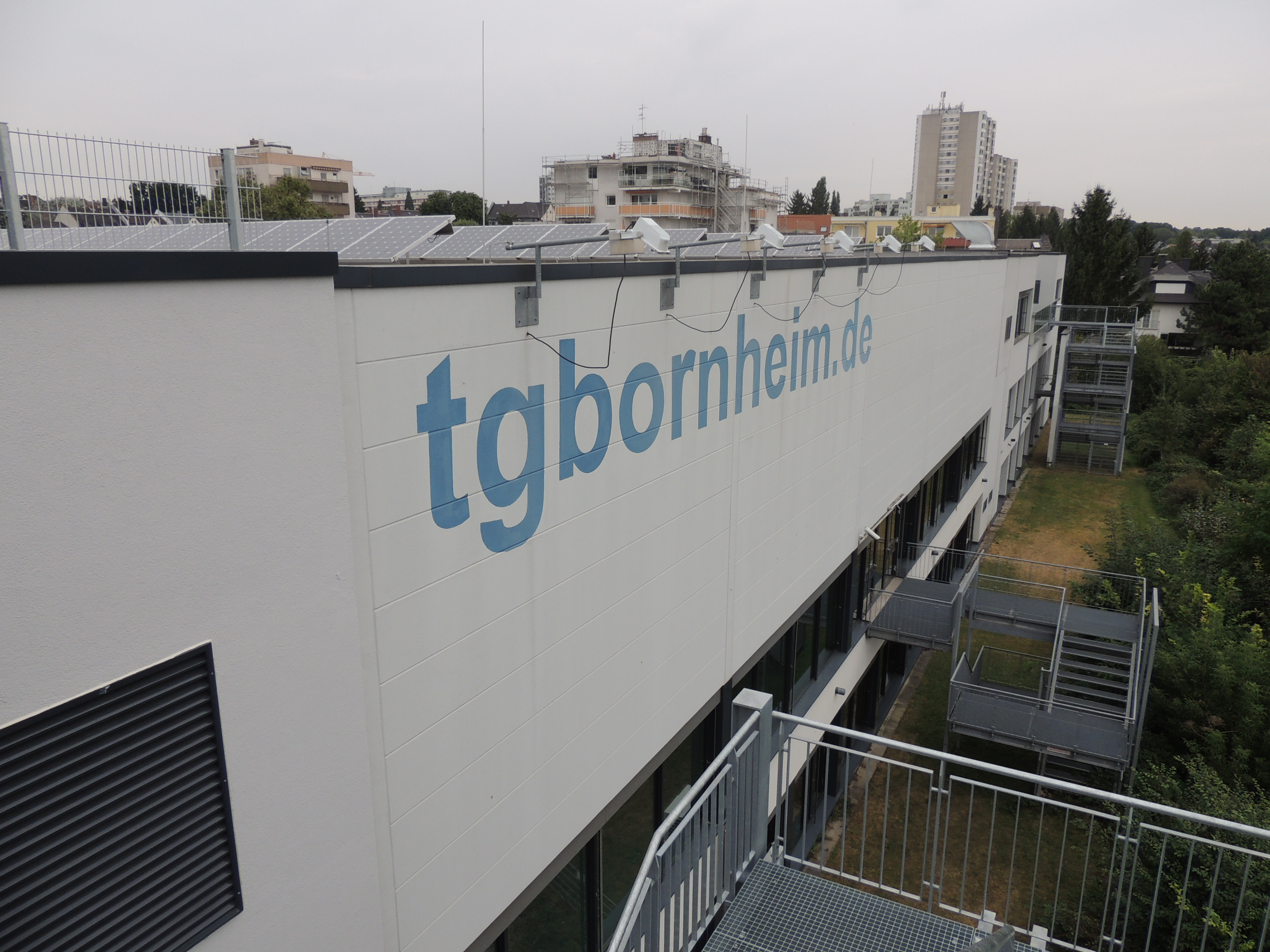
Rückseite des SCB1 und SCB2
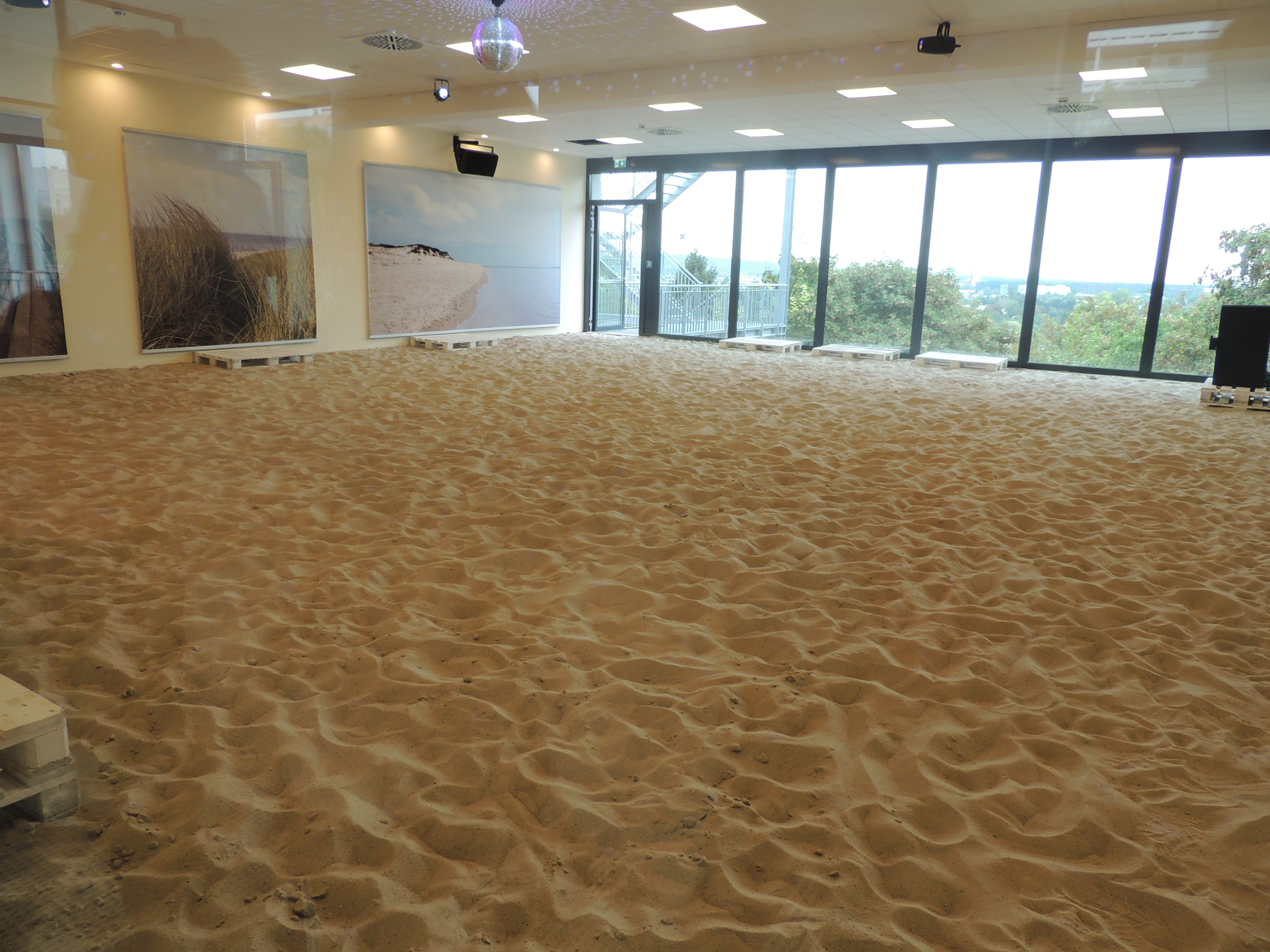
BeachGym im SCB3
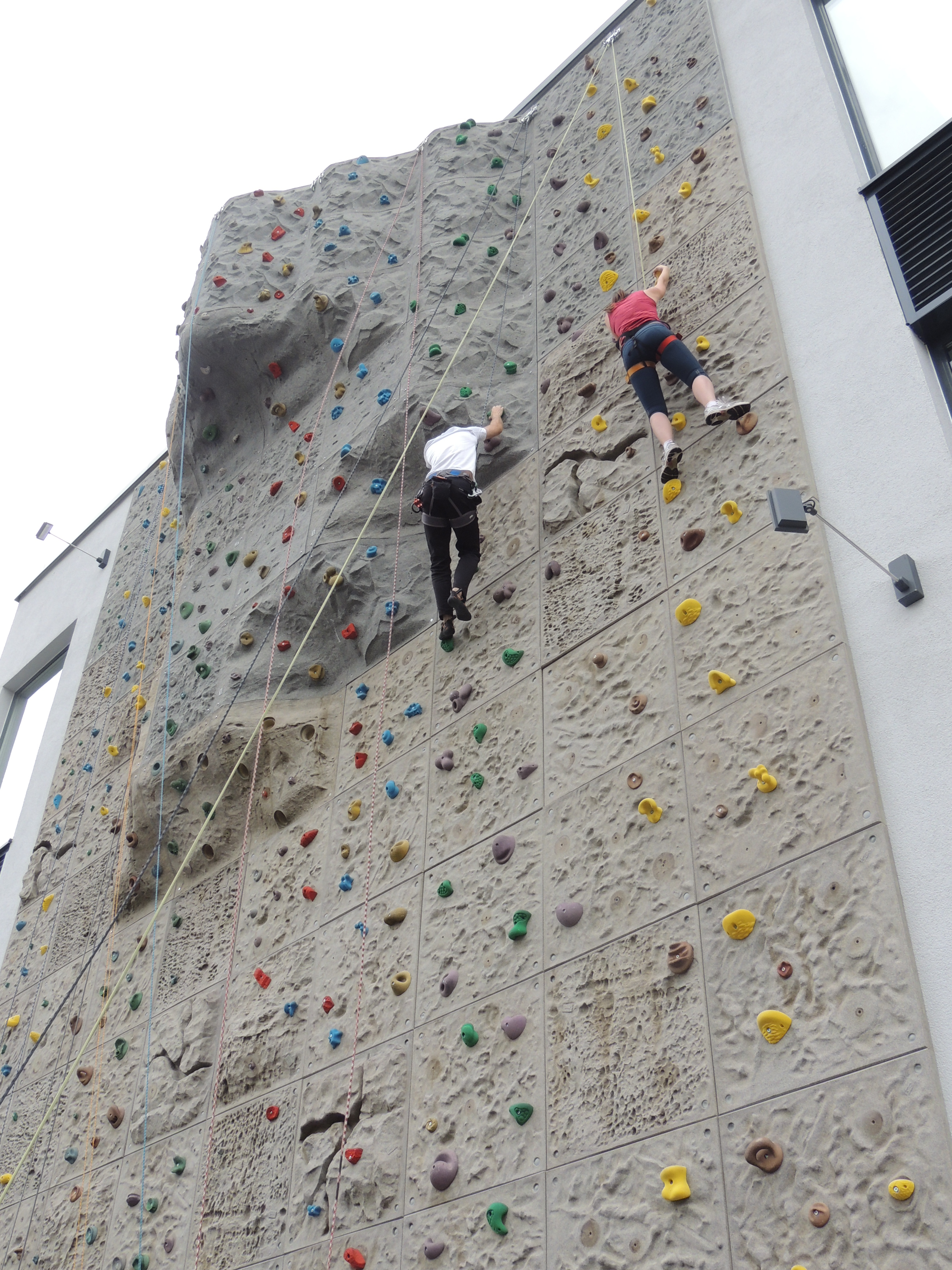
Kletterwand des SCB3 (2016 bis 2022 an dieser Stelle)
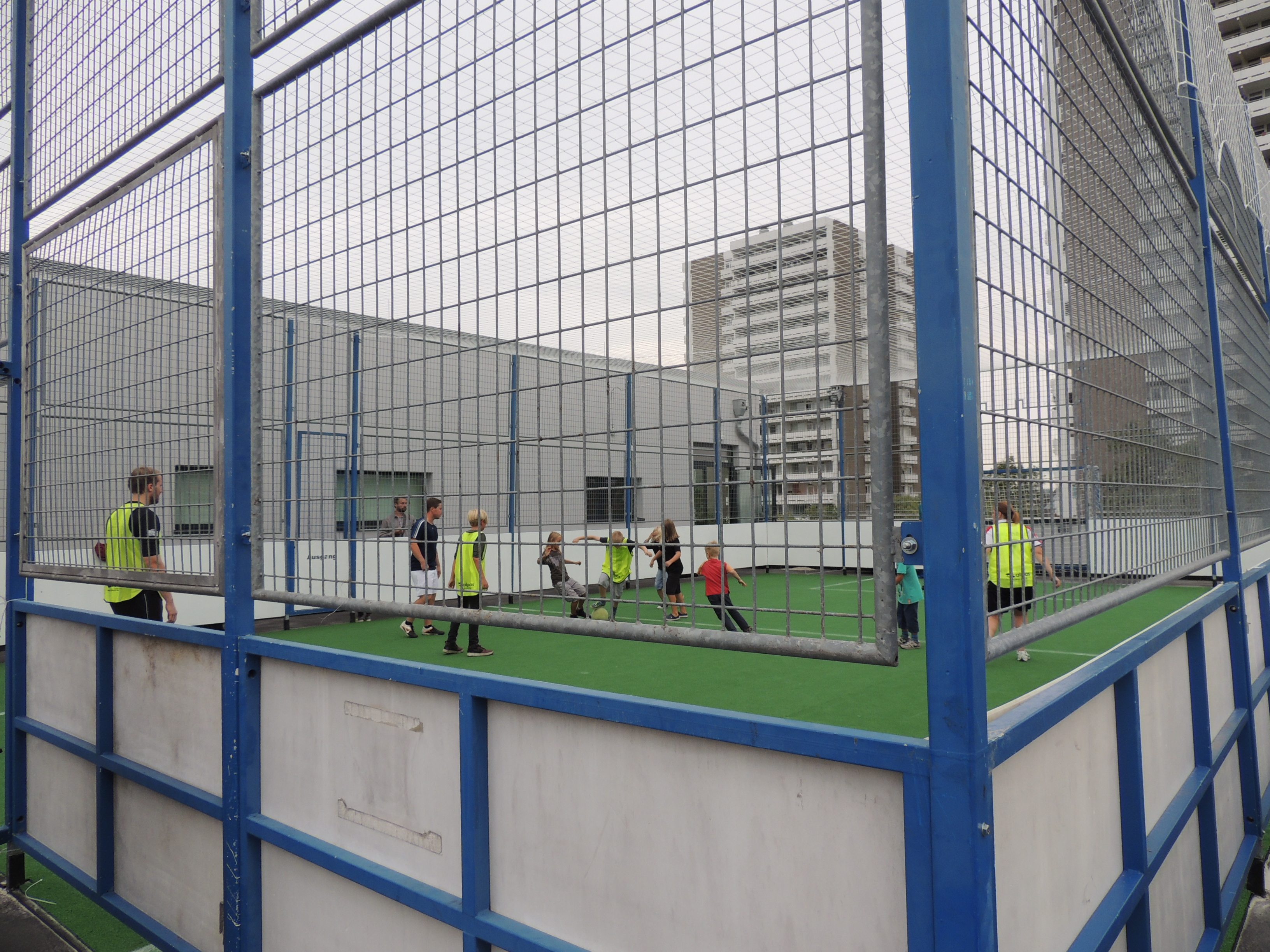
FunCourt auf dem Dach des SCB3
Aqua Gym im SCB4
Fight Gym im SCB4
Jungle Gym im SCB4

Im September 2005 wurde das Sport Center Bornheim (SCB) in der Inheidener Straße am Bornheimer Hang nördlich des ehemaligen Panoramabads oberhalb der Charles-Hallgarten-Schule eröffnet. Das Sport Center verfügt über eine Kletterwand und ein Fitnessstudio. Am 23. Oktober 2010 erfolgte der erste Spatenstich für das SCB2. Der Erweiterungsbau mit 2250 m² Nutzfläche wurde am 10. September 2011 eröffnet. In dem Anbau befindet sich ein neues auf 1000 m² vergrößertes Fitnessstudio und eine zweite 300 m² große Sauna-Landschaft mit Sauna, Sanarium und einer Erlebnissauna mit einer Video-Wand aus 4 Flachbildschirmen. Darüber hinaus stehen in diesem Wellness-Bereich ein Tauchbecken, eine Eismaschine und ein großer Ruhebereich mit künstlichem Sternenhimmel zur Verfügung. Die große Außen-Terrasse ursprünglich auch mit Strandkörben ermöglicht einen Panoramablick über den Bornheimer Hang in Richtung Osten zum Lohrberg, Seckbach, Bergen-Enkheim und bis nach Hanau. Es werden von den Saunameistern auch Aufgüsse angeboten, teilweise als Erlebnis-Aufguss oder als Kneipp-Aufguss mit Wacheltuch oder mit Fächer. Außerdem sind weitere Übungsräume für Yoga und Pilates entstanden. Das ebenfalls mit dem Anbau errichtete Blockheizkraftwerk und die neu installierte Photovoltaikanlage erzeugen Energie für das bisherige SCB1 und das neue SCB2. Der vorgesehene Bau einer Tiefgarage musste wegen fehlender Zuschüsse der Stadt Frankfurt abgesagt werden. Das SCB hat etwa 2000 Besucher pro Tag. 2014 wurden die Umkleiden im SCB2 ausgebaut. Darüber hinaus wurde im August 2015 der Bau des SCB3 auf Stelzen begonnen, das am 17. September 2016 eröffnet wurde. Dieses befindet sich zwischen dem bisherigen SCB1 und SCB2 sowie dem angrenzenden ehemaligen Panoramabad. Es beinhaltet drei Gymnastikräume im ersten sowie drei Gymnastiksäle und einen großen Fitnessraum im zweiten Obergeschoss. Alle sind nach verschiedenen Themen gestaltet. Eine Besonderheit ist das Beach Gym, dessen Boden mit drei Tonnen gewaschenem Sand belegt ist. Dieses besitzt eine eigene Reinigungszone mit Druckluftdüsen. Auf dem Dach des rund 20 Meter hohen Neubaus befindet sich ein rundherum geschlossener Kunstrasenplatz. An der Außenfassade befand sich bis zum Bau des SCB4 von 2016 bis 2022 eine 15 Meter hohe und neun Meter breite Kletterwand, die danach an das SCB4 verlegt wurde. Das SCB3 steht über einem Parkdeck mit 144 Parkplätzen (davon 99 für die Besucher der TG Bornheim und 45 für die Besucher des ehemaligen Panoramabades). Am 15. September 2018 wurde im Fitness-Studio ein neues Rücken- und Beweglichkeitszentrum sowie eine Erlebnissauna mit einem vierteiligen Display zur Anzeige verschiedener Landschaftsfilme eröffnet. Eine weitere Erweiterung des SCB war ursprünglich bis zum April 2021 als SCB4 geplant. Der Baubeginn erfolgte wegen der Corona-Krise dann im April 2022 und wurde am 9. September 2023 eröffnet. Er beinhaltet im untersten Stockwerk ein Schwimmbad (22,5 × 7,7 Meter, 1,35 bis 1,80 Meter tief) mit dem Namen Aqua Gym für Kurse mit Umkleiden und Duschen. Dieses entspannt unter anderem die Knappheit von Wasserflächen für Schwimmunterricht in Frankfurt am Main. Auf der zweiten Etage befindet sich ein 340 Quadratmeter großes Jungle Gym mit Grünpflanzen, in dem unter anderem Bungee Fitness mit an Gummiseilen hängenden Gurten angeboten wird. Im obersten Geschoss befindet sich ein 190 Quadratmeter großes Dōjō (Fight Gym) für Kampfsportarten und ein weiterer Bewegungsraum (Mountain Gym), in dem unter anderem Poledance und Mini-Slackline mit Giboards angeboten wird. Auf dem Dach wurde eine Photovoltaikanlage installiert. Die Kletterwand wurde von der ehemaligen Fassade des SCB3 an das neue SCB4 an die Wand neben dem Bürgersteig in der Inheidener Straße verlegt. Für das SCB4 waren Kosten von 6 Millionen Euro geplant, insgesamt kostete der Anbau 7,42 Millionen Euro, die von der Stadt Frankfurt am Main und dem Land Hessen gefördert wurden. Eine weitere Erweiterung des SCB war 2023 nicht geplant.

### Gartenbad Fechenheim

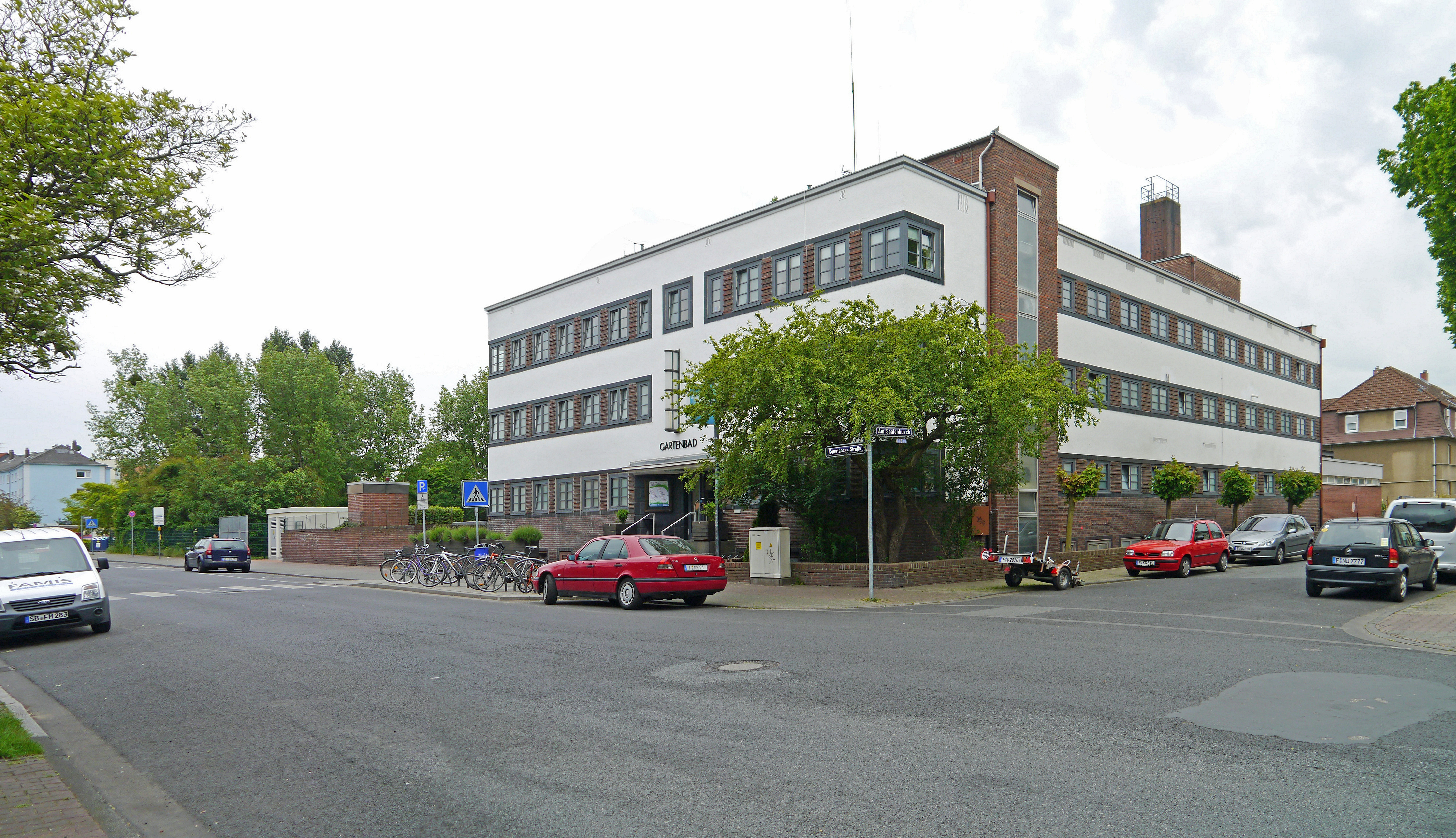
Das Gartenbad in Frankfurt-Fechenheim

Das Gartenbad Fechenheim (Hallenbad) wurde 1927 von dem Architekten und Hochschullehrer Martin Elsaesser für die Arbeiter in Fechenheim gebaut, um dem damals noch selbstständigen Ort die Eingemeindung nach Frankfurt interessanter zu machen. Für die damalige Zeit war das Hallenbad eine revolutionäre soziale Neuerung. Der Betrieb des ehemaligen städtischen Gartenbades Fechenheim mit der dazugehörigen Sauna wurde zum 1. Mai 2003 von der TG Bornheim übernommen. Der Saunabereich wurde 2009 durch eine Blockhaus-Sauna ergänzt. Außerdem wurde eine neue Dampfsauna in Betrieb genommen. Wie auch an den beiden anderen Standorten, an denen Saunen betrieben werden, war in der Saunalandschaft des Gartenbades Fechenheim immer wieder für ein paar Tage der österreichische Animateur und Saunameister „Gery aus Tirol“ zu Gast. Er bot besondere Aufgüsse, wie Crush-Ice-Aufguss, Thermalsole-Salz-Aufguss, Honig-Aufguss oder Salz-/Olivenöl-Aufguss an. 2013 waren 6587 Mitglieder zum Schwimmen angemeldet und 1582 für die Sauna.

### Eissporthalle Frankfurt

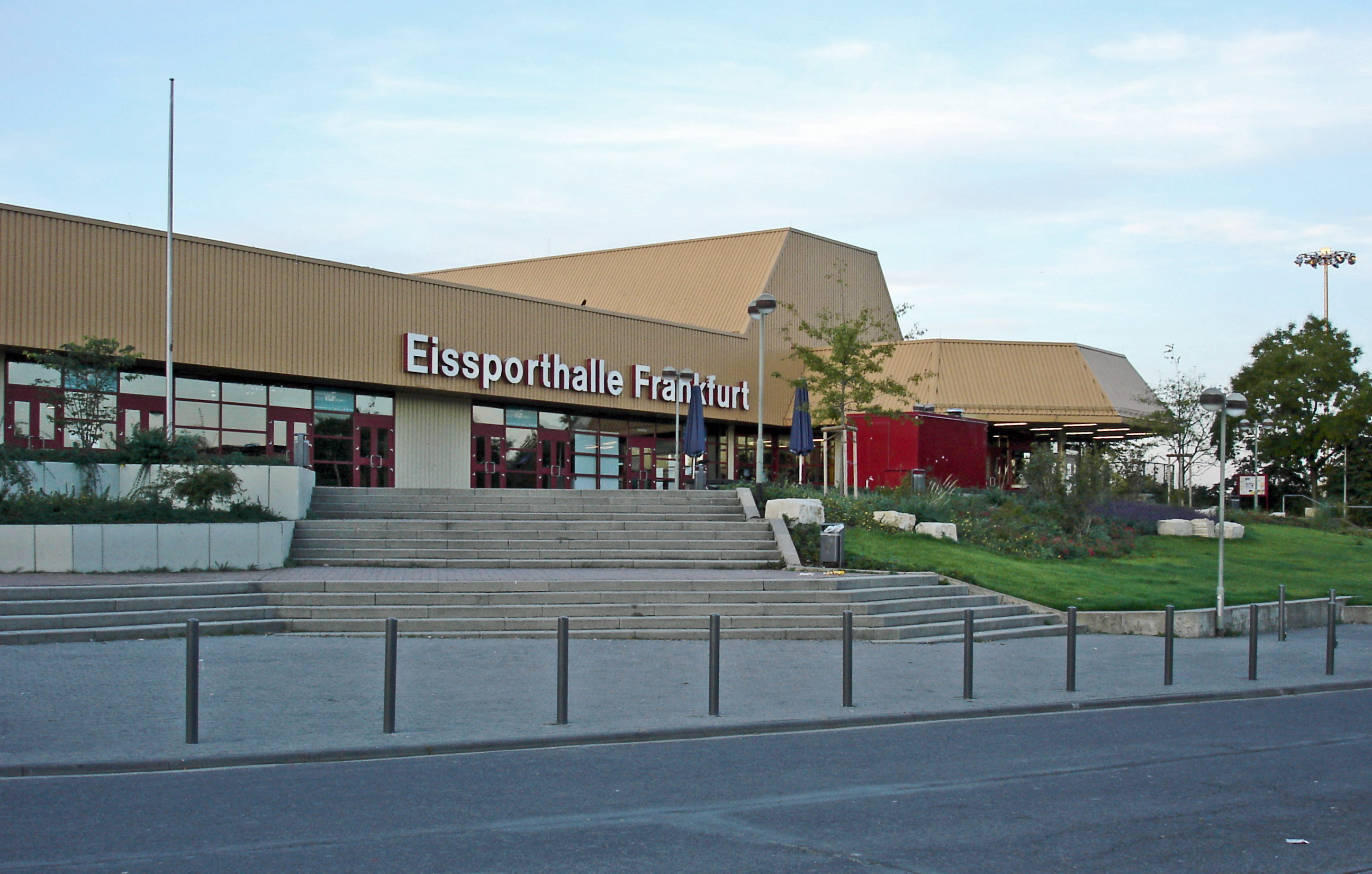
Die Eissporthalle Frankfurt

Für die Mitglieder der Turngemeinde Bornheim besteht in den Monaten von August bis März an zwei Terminen in der Woche die Möglichkeit, die Eissporthalle Frankfurt zum Eislaufen zu nutzen.

### Tennishalle
Die Tennishalle mit ihren Courts befindet sich neben der Eissporthalle. Insgesamt stehen 6 Tennisplätze auf Kunstrasen mit Quarzsand zur Verfügung, davon sind 4 Plätze überdacht.

### Driving Range

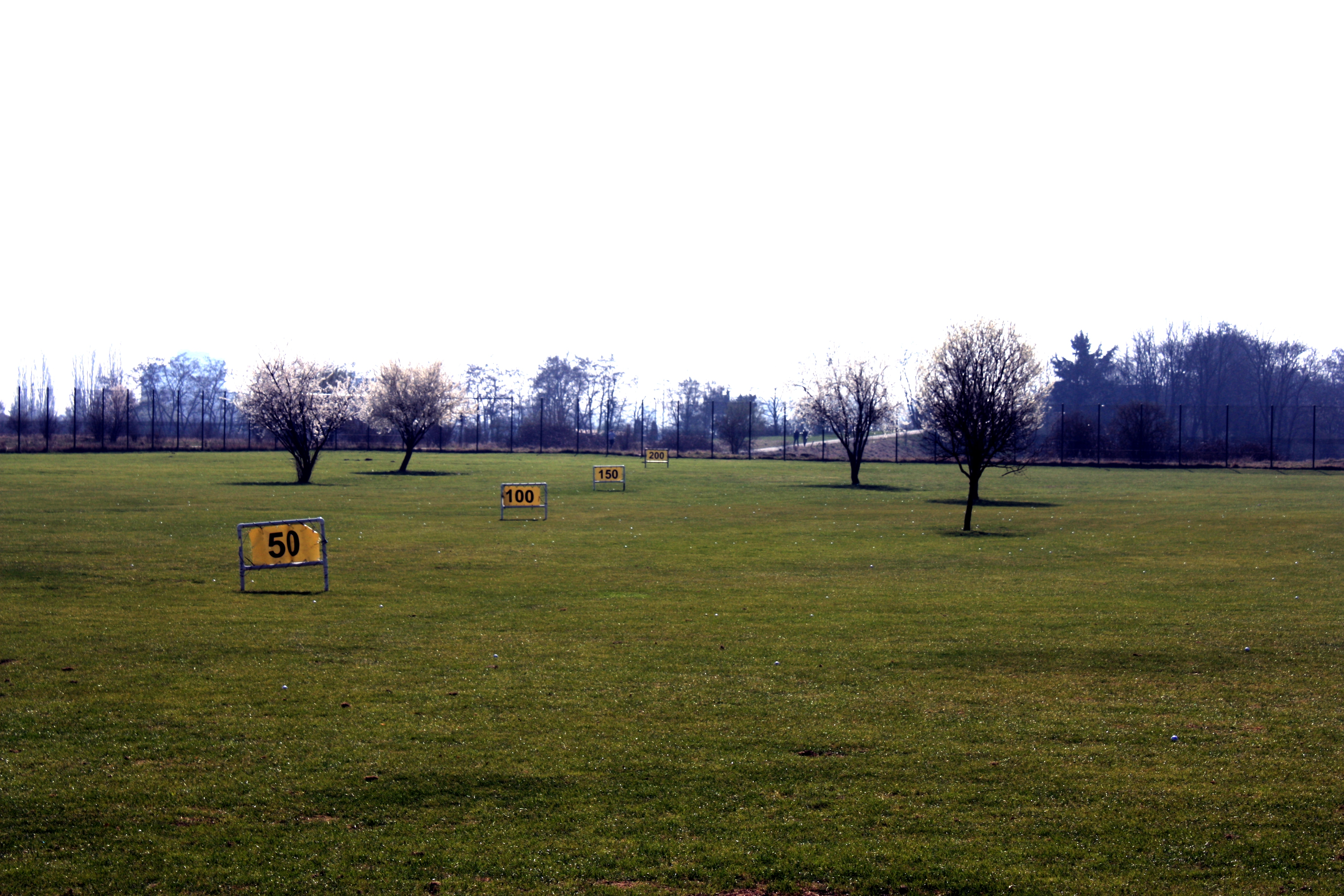
Die 2012 eröffnete Driving Range in Maintal

Im Herbst 2011 übernahm die Turngemeinde Bornheim die Driving Range Maindrive in Maintal-Bischofsheim. Die offizielle Eröffnung fand am 25. März 2012 statt.

## Verschiedenes

### Gedenkstätte
Auf dem Bornheimer Friedhof befindet sich die Ehrengrab- und Gedenkstätte der Turngemeinde Bornheim, an der der Verein die Erinnerung an seine verstorbenen Mitglieder wachhält. Namentlich genannt werden dort insbesondere ehrenamtliche Helfer, die den Verein mit ihrem Einsatz unterstützt und mitgestaltet haben.

### Umzüge

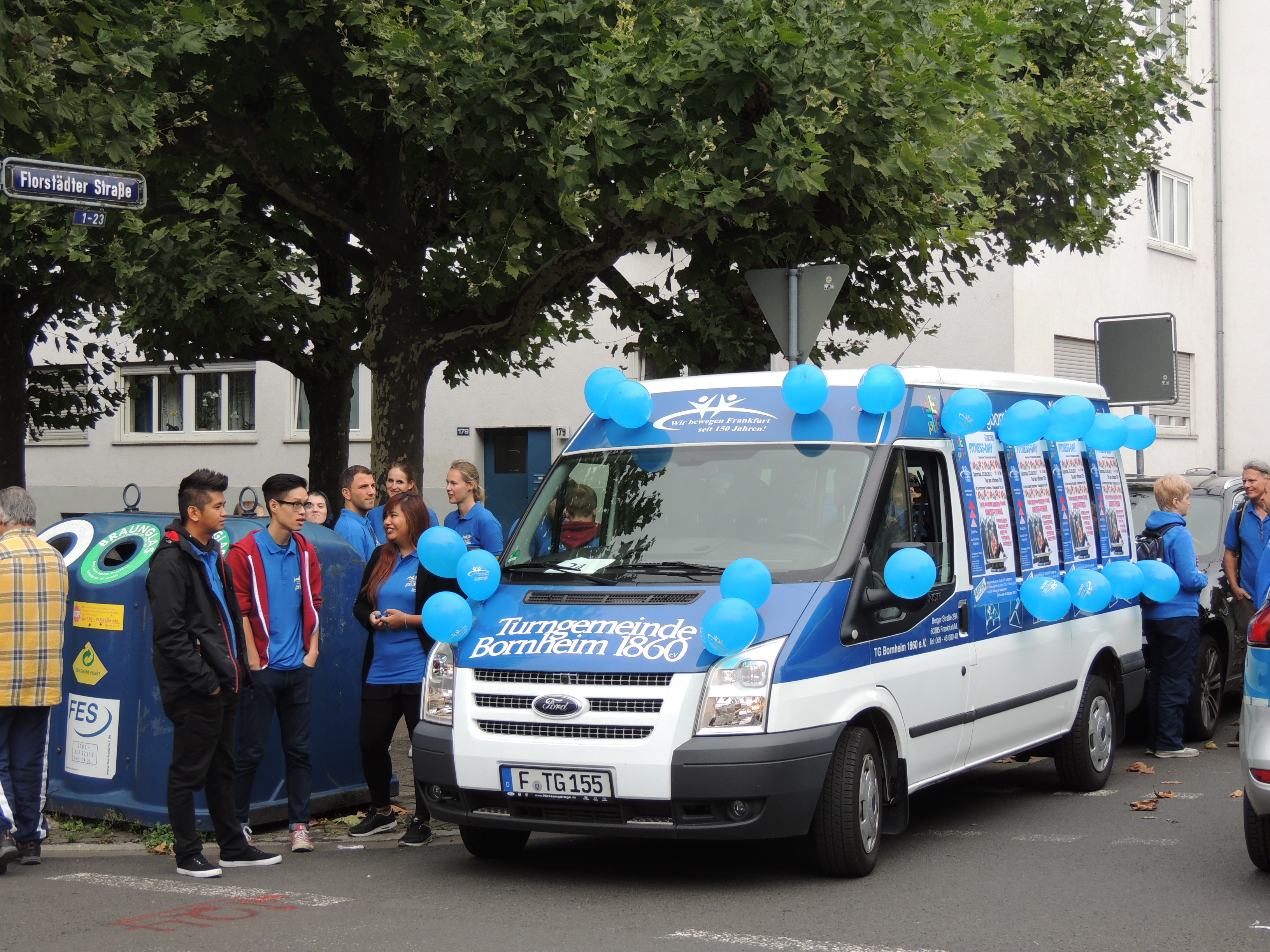
Aufstellung für den Festzug der Bernemer Kerb 2017

Die Turngemeinde Bornheim beteiligt sich an Umzügen, wie dem Frankfurter Fasnachtsumzug oder dem Umzug der Bernemer Kerb.

### Tag der offenen Tür
Die Turngemeinde Bornheim bietet Veranstaltungen wie den Tag der offenen Tür im Gartenhallenbad Fechenheim oder im Sportcenter an, bei denen es verschiedene besondere Programmpunkte und vergünstigte Aufnahmebedingungen gibt.

### Fernsehsendungen
2018 wurde eine Folge der Sportsendung Heimspiel! im HR-Fernsehen live aus dem Fitnessstudio im Sportcenter in der Inheidener Straße übertragen.

### U-Bahn

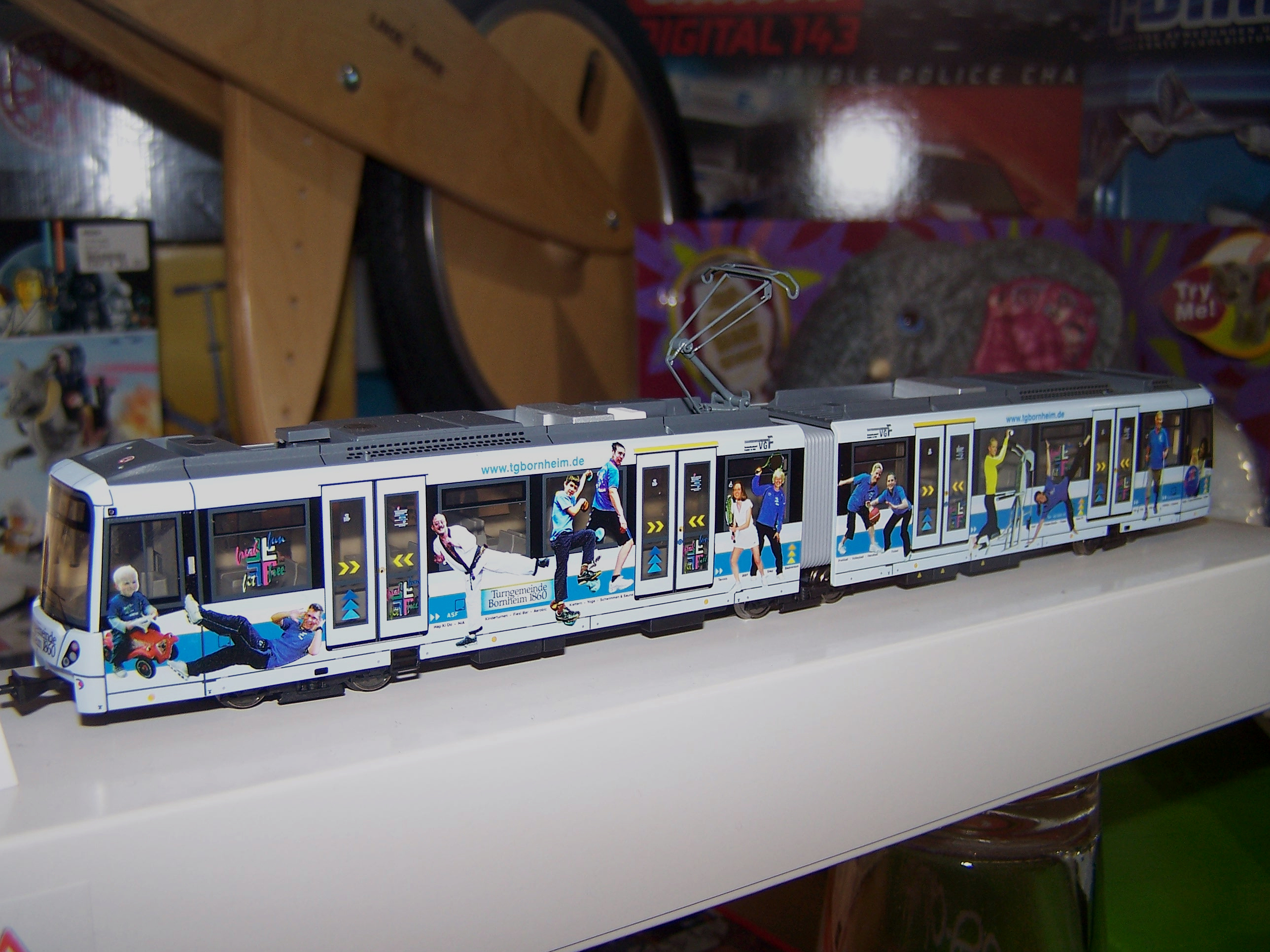
H0-Modell eines U-Bahn-Triebwagens mit TGB-Werbung

2009 wurde ein Modellbahn-Modell im H0-Maßstab veröffentlicht. Das Modell eines U5-Triebwagens der VGF ist mit Werbebeschriftung der Turngemeinde Bornheim versehen.
Ebenfalls ab 2009 fuhr ein U2-Triebwagen der VGF mit einer Werbebeklebung der Turngemeinde Bornheim im Linienverkehr.
2017 wurde eine 50 Meter lange Einheit aus zwei U5-50-Triebwagen mit neuen Bildern von Mitarbeitern der TG Bornheim vorgestellt.

### Prominente Mitglieder
Seit seinem Karriereende in der Leichtathletik steht der ehemalige Sprinter und zweimalige Olympiateilnehmer Till Helmke als Außenangreifer im Volleyballteam der TG Bornheim.

### Allgemein
- Website der Turngemeinde Bornheim (abgerufen am 16. September 2023)
- Facebook-Präsenz der Turngemeinde Bornheim (abgerufen am 16. September 2023)
- Satzung vom 30. März 2019 (abgerufen am 16. September 2023)

### Online Sport-Angebote
- Virtuelles Gym auf der Vereins-Website (abgerufen am 16. September 2023)
- 50 Videos, Livestreams, Beiträge, Kanäle und Tags auf Sportdeutschland.TV (abgerufen am 16. September 2023)

### Abteilungsseiten
- Webseite Akkordeonorchester (abgerufen am 16. September 2023)
- Webseite Aqua Sports Fun (abgerufen am 16. September 2023)
- Webseite Basketball (abgerufen am 16. September 2023)
- Webseite Ballet (abgerufen am 22. September 2023)
- Webseite Kinderballet (abgerufen am 22. September 2023)
- Webseite Modern Jazzballett (abgerufen am 22. September 2023)
- Webseite Jazzdance (abgerufen am 22. September 2023)
- Webseite Jazzdance Dance Company (abgerufen am 22. September 2023)
- Webseite Jazzdance Black Angels (abgerufen am 22. September 2023)
- Webseite Modern Dance (abgerufen am 22. September 2023)
- Webseite Flag Football der Bornheim Badgers (abgerufen am 16. September 2023), siehe auch Bornheim Badgers
- Webseite Fitnessstudio (abgerufen am 23. September 2023)
- Webseite Futsal (abgerufen am 23. September 2023)
- Webseite Golf (abgerufen am 23. September 2023)
- Webseite Hap Ki Do (abgerufen am 23. September 2023)
- Webseite Indoor Cycling (abgerufen am 23. September 2023)
- Webseite Karate (abgerufen am 23. September 2023)
- Webseite Klettern (abgerufen am 23. September 2023)
- Webseite Modern Arnis (abgerufen am 23. September 2023)
- Webseite Quadball (abgerufen am 23. September 2023)
- Webseite Rehasport (abgerufen am 23. September 2023)
- Webseite Roundnet (abgerufen am 23. September 2023)
- Webseite Tennis (abgerufen am 23. September 2023)
- Webseite Tischtennis (abgerufen am 23. September 2023)
- Webseite Volleyball (abgerufen am 23. September 2023)
- Webseite Zweier-Prellball (abgerufen am 23. September 2023)